# 이토 긴지
이토 긴지(일본어: 伊藤 銀次, 1950년 12월 24일 ~ )는 일본의 싱어송라이터이자 음악 프로듀서 겸 기타리스트이다.

## 생애
이토 긴지는 오사카부 이케다시 출신이고, 치과의사의 장남으로 태어났다.
1976년에 오타키 에이이치, 야마시타 타츠로와 《NIAGARA TRIANGLE Vol.1》을 발표했다. 데뷔 당시의 사노 모토하루의 프로듀싱을 담당했다.
2007년에 데뷔 30주년을 맞이했고, 2009년에는 기타 1개의 연주 투어 《I STAND ALONE》를 전국 35개소에서 전개했다.